# Markt-Apotheke (Bretten)

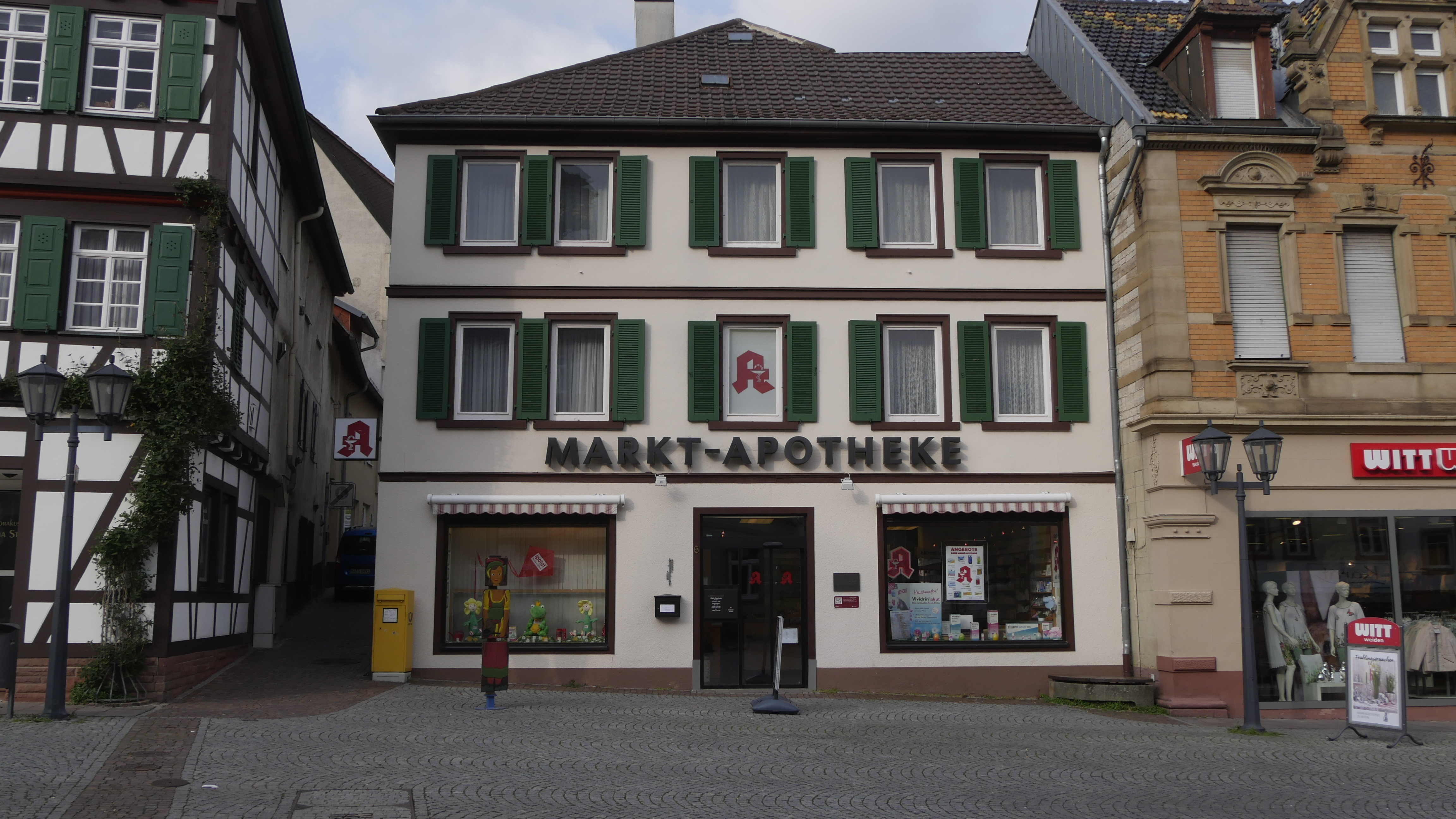
Marktapotheke Bretten

Die Markt-Apotheke in Bretten geht auf das 17. Jahrhundert zurück. Ihr Gebäude am Marktplatz in Bretten stammt im Kern aus der Wiederaufbauzeit nach dem Pfälzischen Erbfolgekrieg. Zwischen 1636 und 1870 wurde die Apotheke von der Familie Salzer geführt, die auch zahlreiche städtische Ämter wahrnahm. Die Apotheke war bis 1950 die einzige Apotheke in der Stadt und trägt seitdem zur Unterscheidung von weiteren Brettener Apotheken ihren heutigen Namen.

## Geschichte
Eine Apotheke in Bretten könnte möglicherweise schon im 16. Jahrhundert bestanden haben, da 1538 in Pforzheim der aus Bretten stammende Apotheker Johann Beyschlag belegt ist und eine Dame der Familie Beyschlag später in die Brettener Apothekerfamilie Salzer eingeheiratet hat. Mit Hans Ulrich Zobel ist 1613 bis 1617 der erste sichere Apotheker in Bretten nachgewiesen. Ihm folgte Tibutius Erasmus Stauf, dessen Spuren sich jedoch im Dreißigjährigen Krieg verlieren.
Erst der aus dem fränkischen Obersulzbach stammende Pfarrersohn und Apotheker Johann Ernst Salzer (1611–1652), der anlässlich der Taufe seines ersten Sohnes 1636 in Bretten als Apotheker genannt wird, begründete eine längere Apotheker-Tradition in der Stadt. Er war möglicherweise während des Dreißigjährigen Krieges im Gefolge von bayerischen Truppen in die Stadt gekommen. Ob sich seine Apotheke schon anfänglich am Markt befand, ist ungewiss. Er wird diesen Standort jedoch bald bezogen haben. Zwischen 1636 und 1646 wurden ihm und seiner Frau fünf Kinder geboren, von denen jedoch nur eine Tochter zu Jahren kam. Nach dem Tod seiner Frau heiratete er im Februar 1652 Juliane Beyschlag, verstarb aber schon zehn Tage nach der Eheschließung.
Salzers Apotheke übernahm dessen Bruder Michael Salzer (1621–1685), der ursprünglich Apotheker in Kattenhochstatt war, aber wohl schon vor dem Tod des älteren Bruders dessen Assistent in Bretten war. Sein Sohn Hans Michael Salzer wurde Apotheker in Pforzheim, der jüngere Sohn Johann Ernst Salzer (1659–1744) führte die Apotheke in Bretten fort. Johann Ernst hatte die Zerstörung der Apotheke im Pfälzischen Erbfolgekrieg 1689 zu erdulden und baute die Apotheke am Markt danach wieder auf. Er gehörte ab 1690 dem Rat der Stadt an, war mehrmals deren Bürgermeister und bekleidete auch weitere Ämter. Er erwarb Grundstücke von der Stadt Bretten und erweiterte das Apothekenanwesen. Außerdem gründete er in Gochsheim eine weitere Apotheke, die sein Sohn Johann Michael Salzer führte und die nach dessen frühem Tod 1714 von Schwiegersohn Gottfried Neuffer übernommen wurde.
Unter den 13 Kindern des Johann Ernst Salzer waren zwei Apotheker und zwei Mediziner. Die Marktapotheke in Bretten führte der zweitjüngste Sohn Johannes Salzer (geb. 1707) fort. Ob dieser ein Apothekerprivileg besaß, ist fraglich. Möglicherweise führte er die Apotheke nur als Pächter oder im Namen des 1744 verstorbenen Vaters. Er gab sich der Trunksucht hin und wirtschaftete die Apotheke rasch herunter, sodass das Oberamt 1749 eine Verpachtung der Apotheke für zehn Jahre an einen gelernten Apotheker erwirkte. Der zugezogene Bestandspächter Wilhelm Friedrich Baumann (1720–1785) brachte die Geschäfte wieder zum Laufen, erhielt 1752 das Bürgerrecht und wurde Vorsteher der lutherischen Gemeinde. Nach längerem Rechtsstreit konnte Besitzer Johannes Salzer erwirken, dass 1759 sein Sohn Christoph Ludwig Salzer (1735–1810) als Apotheker eingesetzt wurde. Gleichzeitig bemühte sich die Familie Salzer auch darum, dass Baumann nach seinem Ausscheiden als Pächter keine eigene Apotheke in Bretten eröffnen durfte. Als Ausgleich erhielt Baumann Ämter in der politischen Gemeinde und war ab 1767 zuletzt Schatzmeister Brettens. 
Die 1761 geschlossene Ehe Christoph Ludwig Salzers blieb kinderlos, sodass er 1768/69 die Apotheke seinem Bruder Ernst Ludwig Salzer (1743–1780) übergab und stattdessen städtische Ämter wahrnahm. Er war zunächst Holzgeber und folgte Baumann nach dessen Tod 1785 im Amt des Schatzmeisters. Apotheker Ernst Ludwig Salzer starb bereits im Alter von 37 Jahren, hinterließ aber einen minderjährigen Sohn, Ernst Christoph Salzer (1769–1813). In welcher Form die Apotheke nach Ernst Ludwigs Tod 1780 weitergeführt wurde, bevor sein Sohn Ernst Christoph 1797 die Apotheke übernahm, ist unbekannt. Nachdem Ernst Christoph im Alter von 44 Jahren verstorben war und ebenfalls nur minderjährige Söhne hinterlassen hatte, wurde die Apotheke vom vormaligen Provisor Carl August Kölreuter (1781–1840) fortgeführt, der 1815 die Witwe Ernst Christophs heiratete. 1826 übergab Kölreuter die Apotheke an den Salzer-Sohn Ernst Christoph Carl Ludwig Salzer (1801–1859). Auch zwei von dessen Brüdern waren Apotheker und haben Apotheken in Villingen und Staufen gegründet bzw. übernommen. In Bretten folgte auf Ernst Christoph Carl Ludwig Salzer, der 1858 an einem Schlaganfall starb, der gleichnamige Sohn Ernst Christoph Carl Ludwig Salzer (1829–1894) als Apotheker. Dieser zog nach dem Tod seiner ersten Frau 1870 nach Karlsruhe und verkaufte die Apotheke für 52.500 Gulden an den Schwetzinger Apotheker Claus Heinrich Gerber (1831–1896). 
Gerber entstammte einer alten norddeutschen Apothekerfamilie und hatte zunächst die Apotheke in Hockenheim geführt, bevor er mit dem Erwerb der Markt-Apotheke in die Amtsstadt Bretten wechselte. Wie viele seiner Vorgänger gehörte auch er der Gemeinderat an. Er renovierte die Apotheke umfangreich und trat 1891 in den Ruhestand. Sein Sohn Heinrich Gerber (1860–1913) starb im Jahr 1913 im Alter von nur 53 Jahren und dessen Sohn Friedrich Heinrich August fiel 1914 als Kriegsfreiwilliger. Die älteste Tochter starb 1918 und die jüngere Tochter heiratete einen Arzt, der kein Interesse an der Fortführung der Apotheke hatte, sondern eine Landarztpraxis in Hüffenhardt eröffnete. 
Zum Verwalter der Marktapotheke wurde 1919 der aus Marktheidenfeld stammende Apotheker Ludwig Michel (1880–1972) bestellt, der die Apotheke 1920 als Pächter übernahm. Michel hätte die Apotheke gerne erworben, jedoch kamen Verhandlungen mit den Erben Gerber zu keinem Erfolg. Michel wechselte daher 1938 nach Lörrach und erwarb 1941 eine Apotheke in Pforzheim. Die Brettener Marktapotheke wurde unterdessen von 1938 von Friedrich Wilhelm Reischmann (1896–1982) gepachtet. Reischmann stand vor allem im Verlauf des Zweiten Weltkriegs und danach bis zur Währungsreform vor großen organisatorischen Herausforderungen, da einerseits Materialknappheit herrschte, andererseits aber auch ein immer größer werdendes Gebiet zu versorgen war. Nach der Bombardierung Pforzheims im Zweiten Weltkrieg war auch diese Stadt von Bretten aus mit Medikamenten zu versorgen. 1950 erhielt die Apotheke den Namen Markt-Apotheke, zur Unterscheidung von einer weiteren inzwischen eröffneten Apotheke in Bretten. Reischmann blieb bis 1952 Pächter und wechselte dann nach Heidelberg. Ihm folgte in der Markt-Apotheke Alfred Ernst Otto Rayer (1911–1980), der 1957 eine eigene Apotheke, inzwischen die dritte Apotheke in Bretten, eröffnete. Nach Rayer übernahm Karl Werner Nagel 1957 die Markt-Apotheke. Heute wird die Apotheke von Gebhard W. Nagel geführt.

## Bauwerk
Das Apothekengebäude geht im Wesentlichen noch auf den Wiederaufbau aus der Zeit nach dem Pfälzischen Erbfolgekrieg zurück, der laut erhaltenen Bauakten in mehreren Abschnitten erfolgte. Die Obergeschosse des Apothekengebäudes sind in Fachwerkkonstruktion errichtet. Das Erdgeschoss hatte lange Zeit dieselben Fensterachsen wie die Obergeschosse und erhielt erst 1973 Schaufenster. Das im Jahr 1714 zugekaufte Grundstück, der Hausgarten am Stadtgraben, gehörte ursprünglich zur Altarpfründe Unserer Lieben Frau in Weißhofen, darauf befand sich der Überrest eines Turmes, des sogenannten Frauenturms, später auch Apothekenturms. Die hintere Gartenmauer war gleichzeitig auch Stadtmauer. Der Hausgarten fiel im Wesentlichen der Änderung der Straßenführung im Zuge der Altstadtsanierung 1968 bis 1973 zum Opfer.